# Oscar Johansson Schellhas
Oscar Nils Per Johansson Schellhas, född 6 maj 1995, är en svensk fotbollsspelare som spelar för Hammarby IF. 

## Karriär
Johansson Schellhas gjorde nio mål och två assister på 30 matcher i Superettan 2017 för IFK Värnamo. I januari 2018 värvades Johansson av Trelleborgs FF, där han skrev på ett treårskontrakt. Efter säsongen 2020 lämnade Johansson Schellhas klubben.
I februari 2021 blev Johansson Schellhas klar för en återkomst i IFK Värnamo, där han skrev på ett tvåårskontrakt. I januari 2022 förlängde Johansson Schellhas sitt kontrakt fram över säsongen 2023.
Efter säsongen 2023 utsågs Johansson Schellhas till årets spelare av den allsvenska domarkåren 
och i samband med detta gick kontraktet med IFK Värnamo ut, vilket han valde att inte förlänga. Totalt blev det 58 matcher och 10 mål i Värnamo den sejouren.
Johansson Schellhas valde istället att följa med sin tränare Kim Hellberg till Stockholms klubben Hammarby IF där han skrev på ett kontrakt som sträcker sig till 31 december 2026.